# Ipconfig

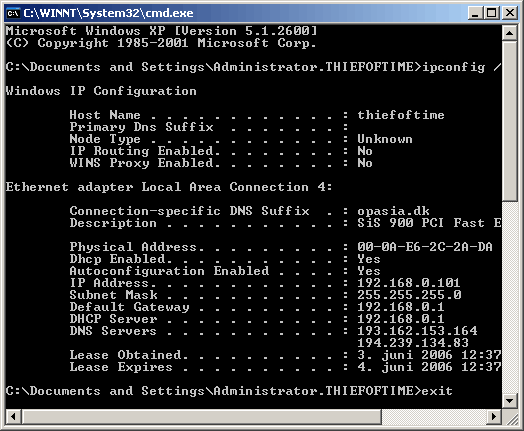
Wydanie polecenia ipconfig

ipconfig – polecenie w systemach operacyjnych Microsoft Windows służące do wyświetlania konfiguracji interfejsów sieciowych. Zwalnia i aktualizuje dzierżawy DHCP oraz wyświetla, rejestruje i usuwa nazwy DNS. Narzędzie pomocne przy wykrywaniu błędnego adresu IP, maski podsieci lub bramy domyślnej. Odpowiednik w systemach UNIX to ifconfig.

## Przykłady użycia
- ipconfig – pokazuje skróconą informację o interfejsach
- ipconfig /all – pokazuje wszystkie dane interfejsów sieciowych
- ipconfig /renew – odnawia wszystkie dzierżawy adresu z DHCP
- ipconfig /release – zwalnia wszystkie dzierżawy adresu z DHCP
- ipconfig /? albo ipconfig / – wyświetla komunikat pomocy
- ipconfig /flushdns – czyści bufor programu rozpoznającego nazwy DNS
- ipconfig /displaydns – wyświetla zapamiętane tłumaczenia DNS→IP
- ipconfig /registerdns – aktualizuje ustawienia DNS poprzez komunikację z serwerem DNS